# Metal Lords
Metal Lords es una película estadounidense de 2022 escrita por D. B. Weiss y dirigida por Peter Sollett. Protagonizada por Isis Hainsworth, Adrian Greensmith, Jaeden Martell, Noah Urrea y Joe Manganiello, relata la historia de tres jóvenes amantes del heavy metal que luchan por triunfar en una batalla de bandas y ganarse el respeto de sus compañeros de clase. Fue estrenada en la plataforma Netflix el 8 de abril de 2022.

## Sinopsis
Hunter y Kevin son dos amigos de la preparatoria que desean iniciar una agrupación de metal para participar en una batalla de bandas, y de esa forma ganarse el respeto de sus compañeros de clase. Kevin conoce a Emily, una tímida joven escocesa con serios problemas de ira, pero con un innegable talento para el violonchelo. Como todavía no tienen un bajista en la banda, Kevin le insinúa a Hunter incluirla, pero este último no acepta. A partir de ese momento, varios acontecimientos pondrán a prueba la amistad de ambos, y llevarán a Hunter a reconsiderar su actitud hacia Emily, su padre y todas las personas que lo rodean.

## Reparto
- Jaeden Martell es Kevin Schlieb
- Isis Hainsworth es Emily Spector
- Adrian Greensmith es Hunter Sylvester
- Noah Urrea es Clay Moss
- Joe Manganiello es Troy Nix
- Brett Gelman es el padre de Hunter
- Sufe Bradshaw es Dean Swanson
- Katie O'Grady es Laurie Schlieb
- Michelle Fang es Lisa Randall
- Analesa Fisher es Kendall Sarn
- Phelan Davis es Rocky Hoffman
- Scott Ian es él mismo
- Rob Halford es él mismo
- Tom Morello es él mismo
- Kirk Hammett es él mismo

## Recepción
En general, Metal Lords ha recibido críticas entre positivas y mixtas. Actualmente tiene un porcentaje de aprobación del 62% por parte de la crítica, y del 84% de la audiencia. Para Leah Greenblatt de Entertainment Weekly, el filme «capta con dulzura la ansiedad de ser popular, las humillaciones aleatorias y la esperanza sin dilución de ser joven». En su reseña para Los Angeles Times, Noel Murray afirmó que «Metal Lords es decepcionantemente formulista, pero la inquieta energía de Hunter no permite que el filme decaiga, hasta su catártico final musical».
Simon Abrams del portal RogerEbert.com manifestó que «puede que la película sea un plato de confort cinematográfico, pero sus creadores se ganan nuestra confianza y aciertan todos los golpes esenciales que necesitan en el camino», y para Natalia Winkelman de New York Times, se trata de un filme «convencional pero genuino [que] comprende el derroche de emociones adolescentes y las múltiples formas en que ellos las gestionan».